# دانشگاه آن‌جانگ

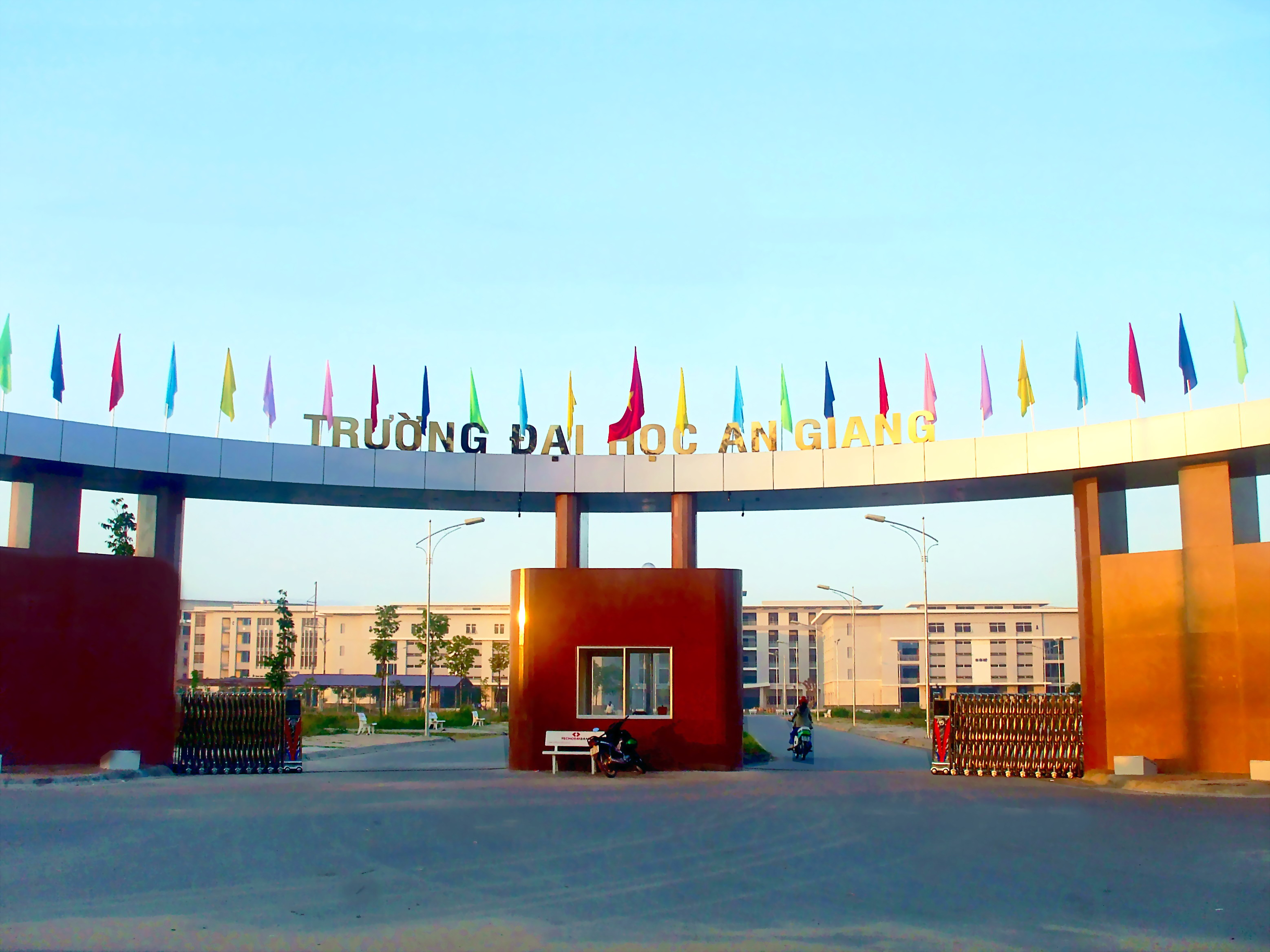
تصویر دانشگاه آن‌جانگ

دانشگاه آن‌جانگ (به انگلیسی: An Giang University)(به ویتنامی: Trường Đại học An Giang) یک دانشگاه در ویتنام است که در لونگ‌سوین واقع شده‌است.